# Ernesto Corripio Ahumada
Ernesto Corripio Ahumada (født 29. juni 1919 i Tampico i Mexico, død 10. april 2008) var en af Den katolske kirkes kardinaler, og ærkebiskop af Ciudad de Mexico 1977-1994. Han blev kreert til kardinal i 1979.

## Links
- Fyldig kardinalsbiografi på norsk – katolsk.no Arkiveret 15. maj 2007 hos  Wayback Machine

|  | Artiklen om Ernesto Corripio Ahumada kan blive bedre, hvis der indsættes et (bedre) billede Du kan hjælpe ved at afsøge Wikimedia Commons for et passende billede eller uploade et godt billede til Wikimedia Commons iht. de tilladte licenser og indsætte det i artiklen. |